# Formide
Formide (Siracusa, VI secolo a.C. – V secolo a.C.) è stato un poeta e drammaturgo siceliota.

## Biografia
Formide fu siracusano, contemporaneo di Epicarmo e amico di Gelone, nonché educatore dei suoi figli. Come Epicarmo, fu autore di farse comiche: egli introdusse delle innovazioni nell'ambito teatrale modificando la decorazione della scena con stoffe e un abbigliamento a vesti lunghe per gli attori.

## Opere
Dei 14 drammi di Formide possediamo solo i titoli di Admeto, Perseo, Alcioneo, Alcinoo, La presa di Ilio, Il Cavallo. Nessun frammento è giunto a noi. Aristotele inoltre, lo cita nella Poetica come uno degli inventori del genere comico:
(Aristotele, Poetica, 1449b)
Dalla testimonianza aristotelica e da altre minori, tra le quali la già citata voce di Suda, si ricava che Formide, come Epicarmo, pur mantenendo il trimetro giambico, lo piegasse alla messa in scena di racconti noti, ossia dei miti, che, proprio per il loro carattere generale, potevano essere ben seguiti dal pubblico.